# Copa LAN Chile 1987
La Copa Chile 1987 o Copa LAN Chile por motivos de auspicio, fue la 17.ª versión del torneo de copa entre clubes de Chile, dirigido por la Asociación Central de Fútbol. Se disputó como un campeonato de apertura al torneo nacional con la participaron todos los clubes de la Primera División chilena de ese año. Simultáneamente se desarrolló el mismo tipo de torneo para la Segunda División (actual Primera B).
Los 16 equipos en la primera fase jugaron en un formato consistente en dos grupos, Grupo Zona Norte y Grupo Zona Sur, conformados con ocho equipos cada uno, siendo el sistema de puntuación el normalmente establecido.
Al término de dos ruedas de competencia, los equipos posicionados en el primer lugar de cada grupo jugaron la final en un único partido en campo neutral. El torneo finalizó el 22 de julio de 1987, coronándose campeón Cobresal, que ganó a Colo-Colo 2-0 en el partido definitorio.

## Primera fase
Pos = Posición; PJ = Partidos jugados; PG = Partidos ganados; PE = Partidos empatados; PP = Partidos perdidos; GF = Goles a favor; GC = Goles en contra; Dif = Diferencia de gol; Pts = Puntos

### Grupo Norte
| Pos | Equipo               | PJ | PG | PE | PP | GF | GC | Dif | Pts |
| --- | -------------------- | -- | -- | -- | -- | -- | -- | --- | --- |
| 1   | Cobresal             | 14 | 7  | 5  | 2  | 25 | 10 | 15  | 19  |
| 2   | Universidad Católica | 14 | 6  | 7  | 1  | 27 | 13 | 14  | 19  |
| 3   | Universidad de Chile | 14 | 5  | 6  | 3  | 17 | 14 | 3   | 16  |
| 4   | Cobreloa             | 14 | 5  | 6  | 3  | 16 | 15 | 1   | 16  |
| 5   | Everton              | 14 | 6  | 3  | 5  | 22 | 20 | 2   | 15  |
| 6   | San Luis             | 14 | 3  | 7  | 4  | 11 | 17 | -6  | 13  |
| 7   | Deportes Iquique     | 14 | 1  | 6  | 7  | 10 | 22 | -12 | 8   |
| 8   | Palestino            | 14 | 1  | 4  | 9  | 11 | 28 | -17 | 6   |

### Grupo Sur
| Pos | Equipo              | PJ | PG | PE | PP | GF | GC | Dif | Pts |
| --- | ------------------- | -- | -- | -- | -- | -- | -- | --- | --- |
| 1   | Colo-Colo           | 14 | 6  | 7  | 1  | 21 | 12 | 9   | 19  |
| 2   | Naval               | 14 | 6  | 7  | 1  | 22 | 15 | 7   | 19  |
| 3   | Lota Schwager       | 14 | 5  | 6  | 3  | 19 | 14 | 5   | 16  |
| 4   | Huachipato          | 14 | 4  | 5  | 5  | 16 | 16 | 0   | 13  |
| 5   | Fernández Vial      | 14 | 4  | 4  | 6  | 23 | 27 | -4  | 12  |
| 6   | Unión Española      | 14 | 4  | 4  | 6  | 19 | 25 | -6  | 12  |
| 7   | Deportes Concepción | 14 | 3  | 5  | 6  | 16 | 21 | -5  | 11  |
| 8   | Rangers             | 14 | 4  | 2  | 8  | 16 | 22 | -6  | 10  |

|  | Clasificados a la Final. |

## Final
| 22 de julio de 1987 | Cobresal                               | 2:0     | Colo-Colo | Estadio Regional, Antofagasta                            |                                                          |
|                     | Iván Zamorano 54' · Sergio Salgado 58' | Reporte |           | Asistencia: 13.148 espectadores Árbitro(s): Victor Ojeda | Asistencia: 13.148 espectadores Árbitro(s): Victor Ojeda |

|       | POR   | Julio Acuña              |     |
|       | DEF   | Gilberto Reyes           |     |
|       | DEF   | Juan Rivera              |     |
|       | DEF   | Carlos Jeria             |     |
|       | DEF   | Manuel Quezada           |     |
|       | MED   | Vladimir Bigorra         |     |
|       | MED   | Julio Suazo              |     |
|       | MED   | Manuel Pedreros          | 85' |
|       | DEL   | Sergio Salgado           |     |
|       | DEL   | Iván Zamorano            |     |
|       | DEL   | Rubén Martínez           | 86' |
| D. T. | D. T. | Manuel Rodríguez Araneda |     |

|       | POR   | Roberto Rojas       |     |
|       | DEF   | Lizardo Garrido     |     |
|       | DEF   | Óscar Rojas         |     |
|       | DEF   | Hugo González       |     |
|       | DEF   | Luis Hormazábal     |     |
|       | MED   | Jaime Pizarro       |     |
|       | MED   | Raúl Ormeño         | 72' |
|       | MED   | Jaime Vera          |     |
|       | DEL   | Leonardo Montenegro |     |
|       | DEL   | Juan Gutiérrez      |     |
|       | DEL   | Cristián Saavedra   | 76' |
| D. T. | D. T. | Arturo Salah        |     |

|  | MED | Eduardo Díaz | 85' |
|  | DEF | Juan Rojas   | 86' |

|  | DEF | Arturo Jáuregui | 72' |
|  | DEL | Ángel Bustos    | 76' |

| 54' · 58' | Iván Zamorano Sergio Salgado |  |

| Principal | Victor Ojeda |

|       | POR   | Julio Acuña              |     |
|       | DEF   | Gilberto Reyes           |     |
|       | DEF   | Juan Rivera              |     |
|       | DEF   | Carlos Jeria             |     |
|       | DEF   | Manuel Quezada           |     |
|       | MED   | Vladimir Bigorra         |     |
|       | MED   | Julio Suazo              |     |
|       | MED   | Manuel Pedreros          | 85' |
|       | DEL   | Sergio Salgado           |     |
|       | DEL   | Iván Zamorano            |     |
|       | DEL   | Rubén Martínez           | 86' |
| D. T. | D. T. | Manuel Rodríguez Araneda |     |

|       | POR   | Roberto Rojas       |     |
|       | DEF   | Lizardo Garrido     |     |
|       | DEF   | Óscar Rojas         |     |
|       | DEF   | Hugo González       |     |
|       | DEF   | Luis Hormazábal     |     |
|       | MED   | Jaime Pizarro       |     |
|       | MED   | Raúl Ormeño         | 72' |
|       | MED   | Jaime Vera          |     |
|       | DEL   | Leonardo Montenegro |     |
|       | DEL   | Juan Gutiérrez      |     |
|       | DEL   | Cristián Saavedra   | 76' |
| D. T. | D. T. | Arturo Salah        |     |

|  | MED | Eduardo Díaz | 85' |
|  | DEF | Juan Rojas   | 86' |

|  | DEF | Arturo Jáuregui | 72' |
|  | DEL | Ángel Bustos    | 76' |

| 54' · 58' | Iván Zamorano Sergio Salgado |  |

| Principal | Victor Ojeda |

|       | POR   | Julio Acuña              |     |
|       | DEF   | Gilberto Reyes           |     |
|       | DEF   | Juan Rivera              |     |
|       | DEF   | Carlos Jeria             |     |
|       | DEF   | Manuel Quezada           |     |
|       | MED   | Vladimir Bigorra         |     |
|       | MED   | Julio Suazo              |     |
|       | MED   | Manuel Pedreros          | 85' |
|       | DEL   | Sergio Salgado           |     |
|       | DEL   | Iván Zamorano            |     |
|       | DEL   | Rubén Martínez           | 86' |
| D. T. | D. T. | Manuel Rodríguez Araneda |     |

|       | POR   | Roberto Rojas       |     |
|       | DEF   | Lizardo Garrido     |     |
|       | DEF   | Óscar Rojas         |     |
|       | DEF   | Hugo González       |     |
|       | DEF   | Luis Hormazábal     |     |
|       | MED   | Jaime Pizarro       |     |
|       | MED   | Raúl Ormeño         | 72' |
|       | MED   | Jaime Vera          |     |
|       | DEL   | Leonardo Montenegro |     |
|       | DEL   | Juan Gutiérrez      |     |
|       | DEL   | Cristián Saavedra   | 76' |
| D. T. | D. T. | Arturo Salah        |     |

|  | MED | Eduardo Díaz | 85' |
|  | DEF | Juan Rojas   | 86' |

|  | DEF | Arturo Jáuregui | 72' |
|  | DEL | Ángel Bustos    | 76' |

| 54' · 58' | Iván Zamorano Sergio Salgado |  |

| Principal | Victor Ojeda |

|       | POR   | Julio Acuña              |     |
|       | DEF   | Gilberto Reyes           |     |
|       | DEF   | Juan Rivera              |     |
|       | DEF   | Carlos Jeria             |     |
|       | DEF   | Manuel Quezada           |     |
|       | MED   | Vladimir Bigorra         |     |
|       | MED   | Julio Suazo              |     |
|       | MED   | Manuel Pedreros          | 85' |
|       | DEL   | Sergio Salgado           |     |
|       | DEL   | Iván Zamorano            |     |
|       | DEL   | Rubén Martínez           | 86' |
| D. T. | D. T. | Manuel Rodríguez Araneda |     |

|       | POR   | Roberto Rojas       |     |
|       | DEF   | Lizardo Garrido     |     |
|       | DEF   | Óscar Rojas         |     |
|       | DEF   | Hugo González       |     |
|       | DEF   | Luis Hormazábal     |     |
|       | MED   | Jaime Pizarro       |     |
|       | MED   | Raúl Ormeño         | 72' |
|       | MED   | Jaime Vera          |     |
|       | DEL   | Leonardo Montenegro |     |
|       | DEL   | Juan Gutiérrez      |     |
|       | DEL   | Cristián Saavedra   | 76' |
| D. T. | D. T. | Arturo Salah        |     |

|  | MED | Eduardo Díaz | 85' |
|  | DEF | Juan Rojas   | 86' |

|  | DEF | Arturo Jáuregui | 72' |
|  | DEL | Ángel Bustos    | 76' |

| 54' · 58' | Iván Zamorano Sergio Salgado |  |

| Principal | Victor Ojeda |

## Campeón
| Chile                 |
| Cobresal 1.er. título |